# Oldambt (gemeente)

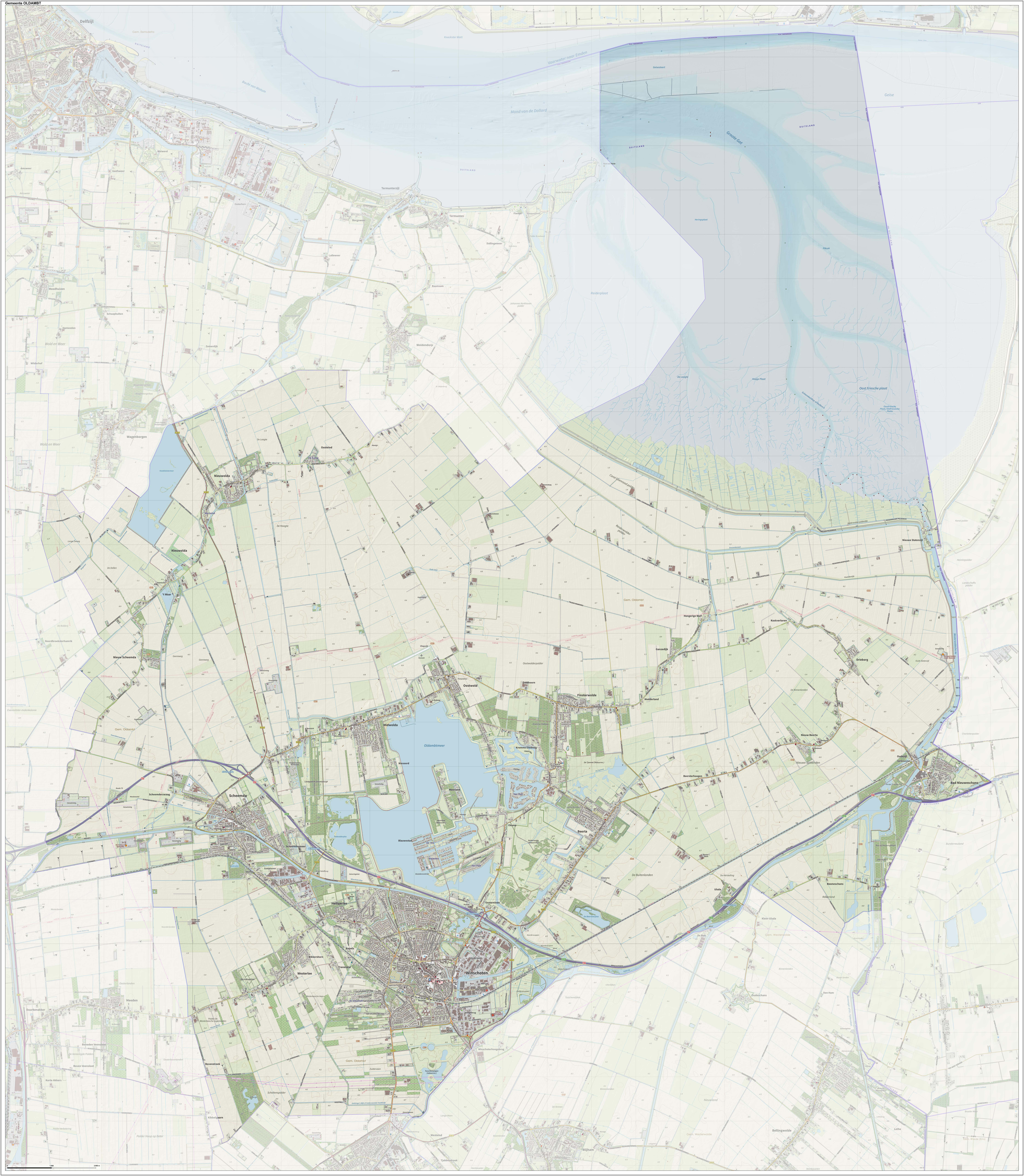
Topografische gemeentekaart van Oldambt

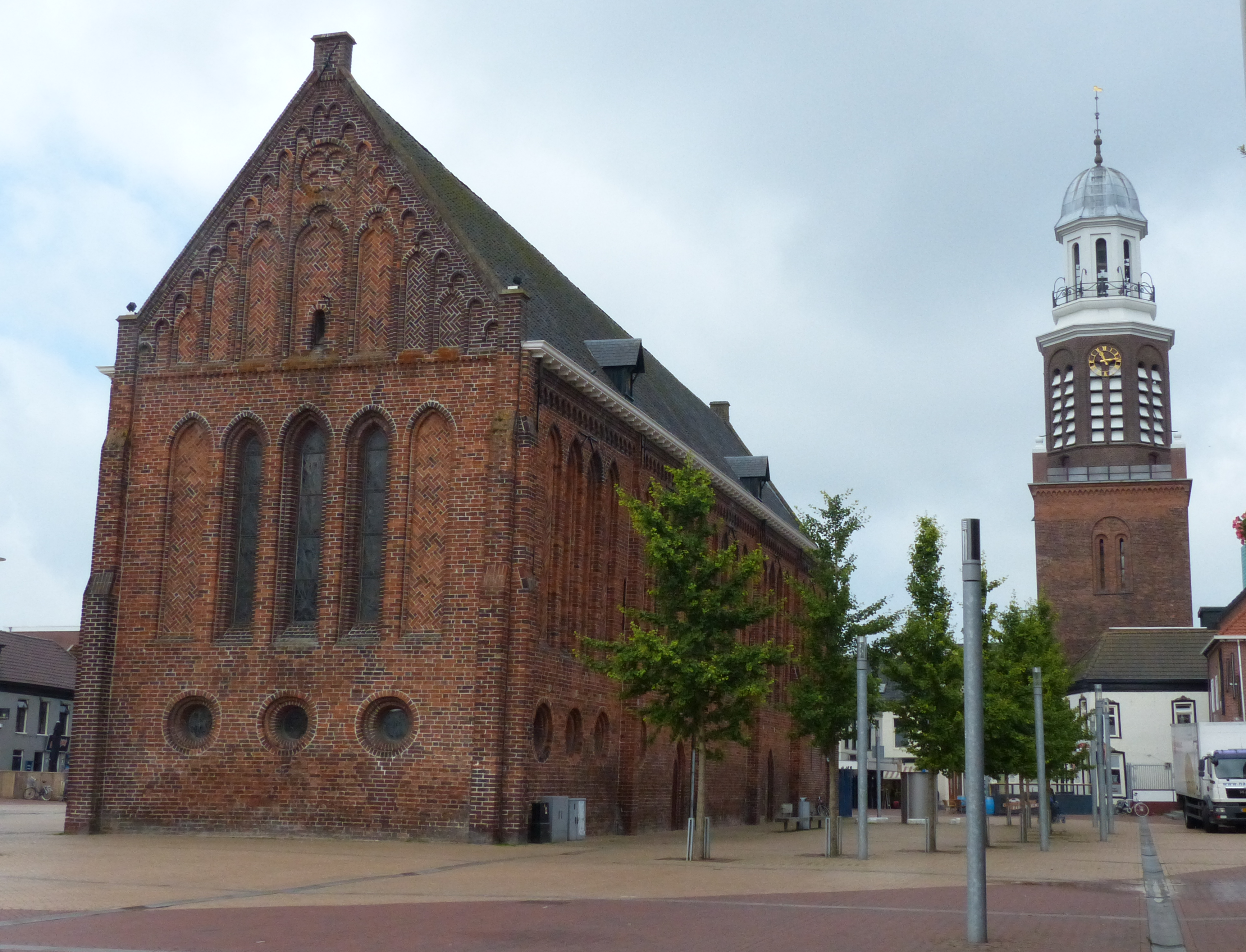
Marktpleinkerk Winschoten en toren 'Ol witte'

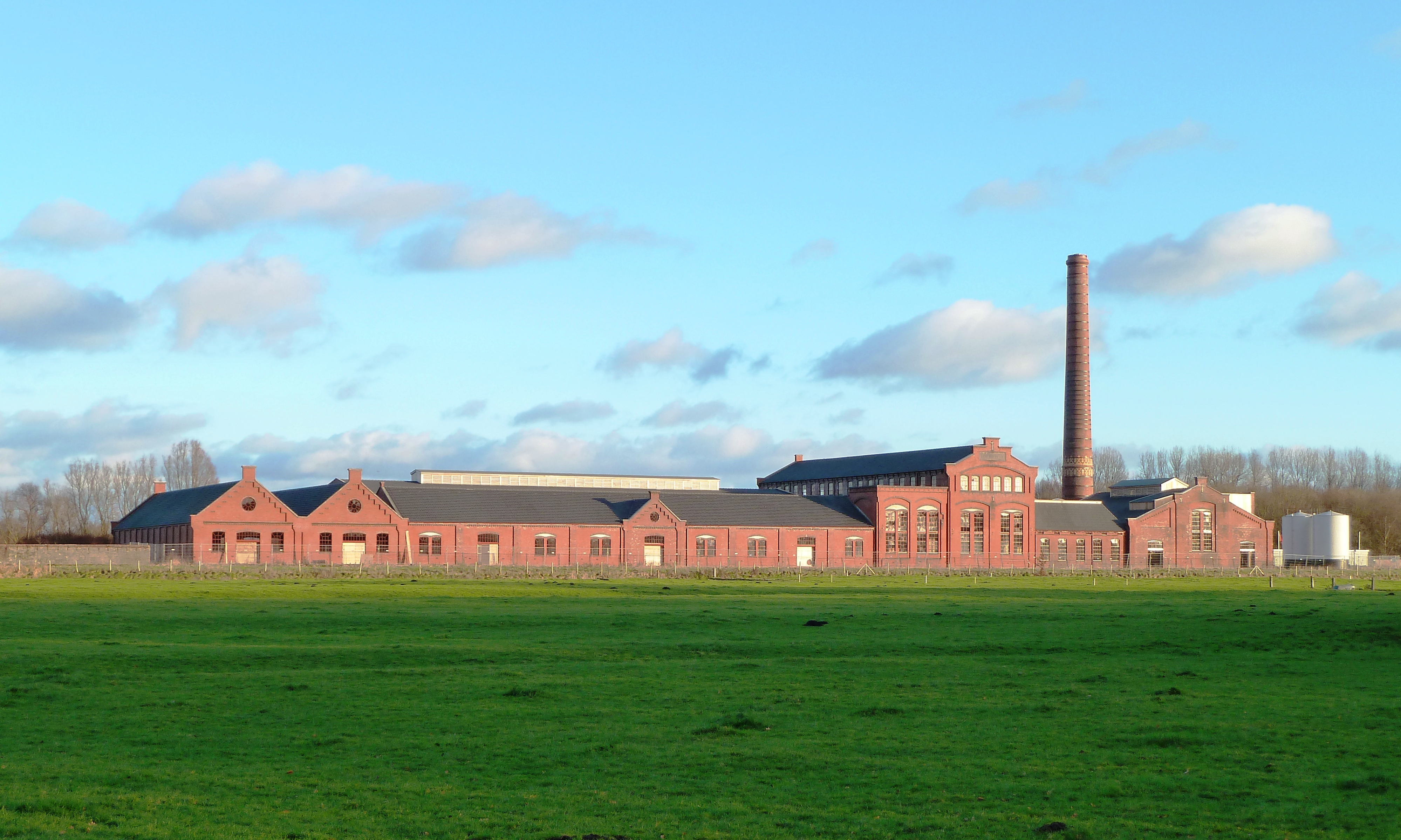
Strokartonfabriek De Toekomst in Scheemda

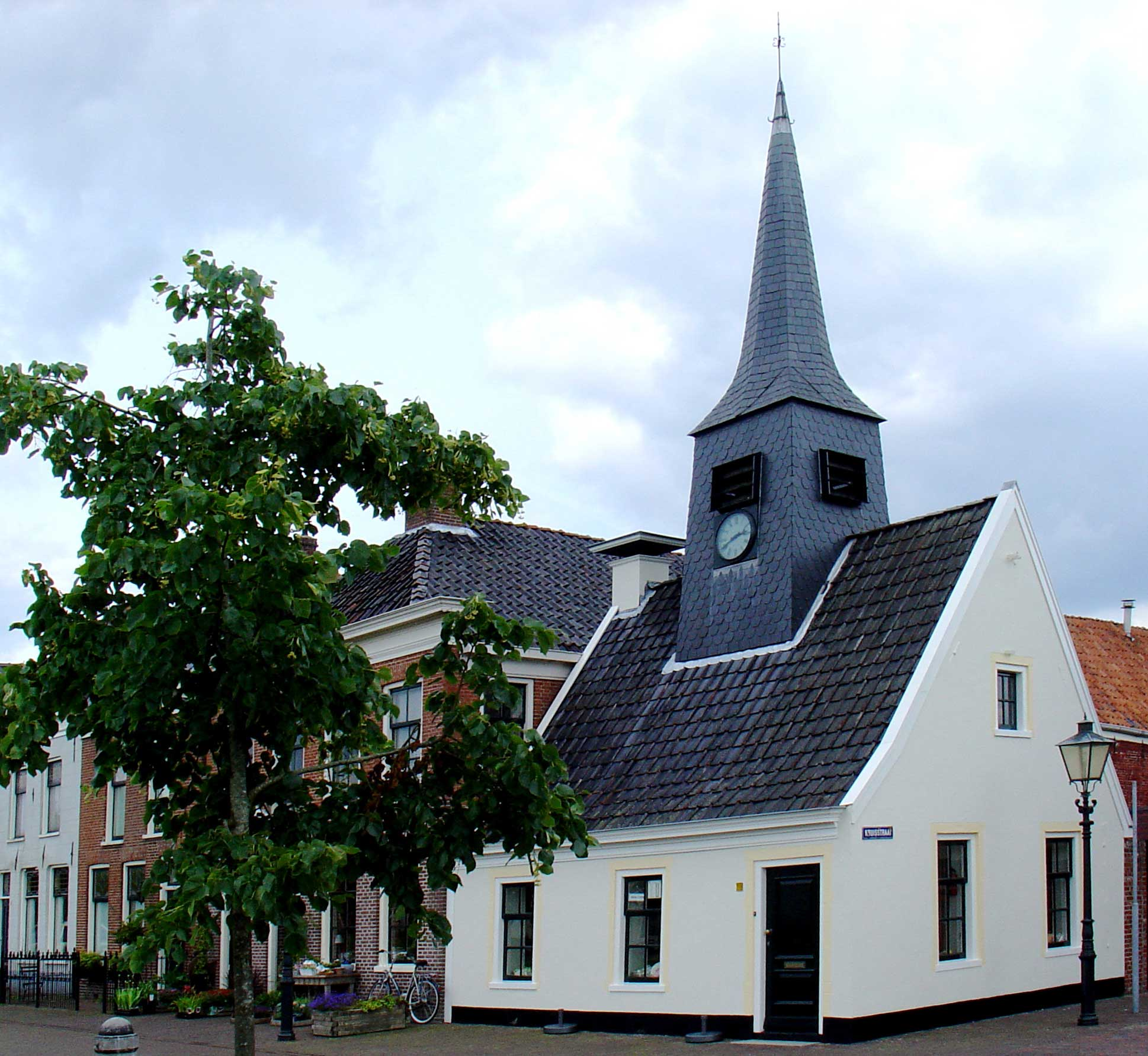
Hoofdwacht Bad Nieuweschans

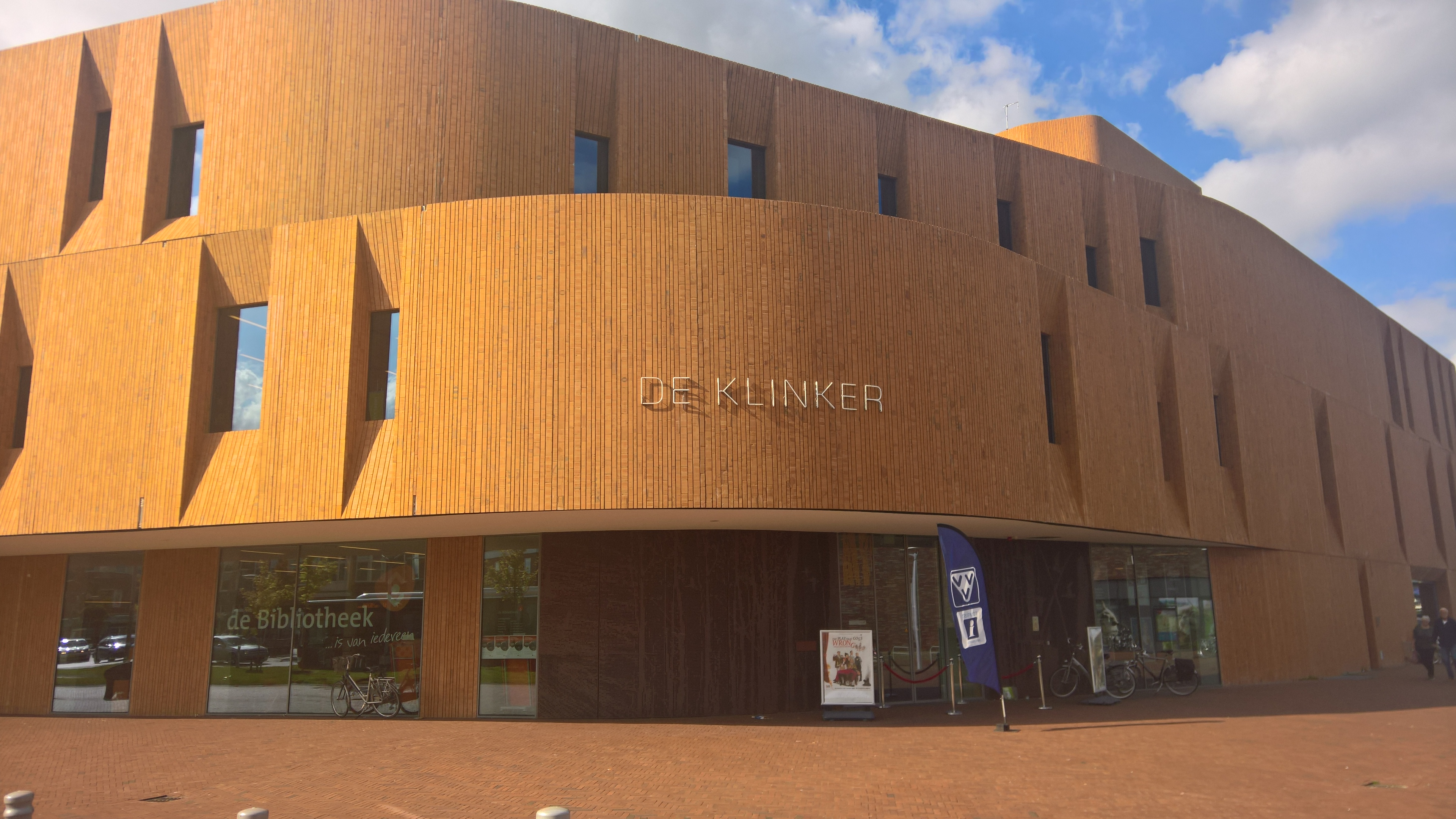
Theater de Klinker in Winschoten

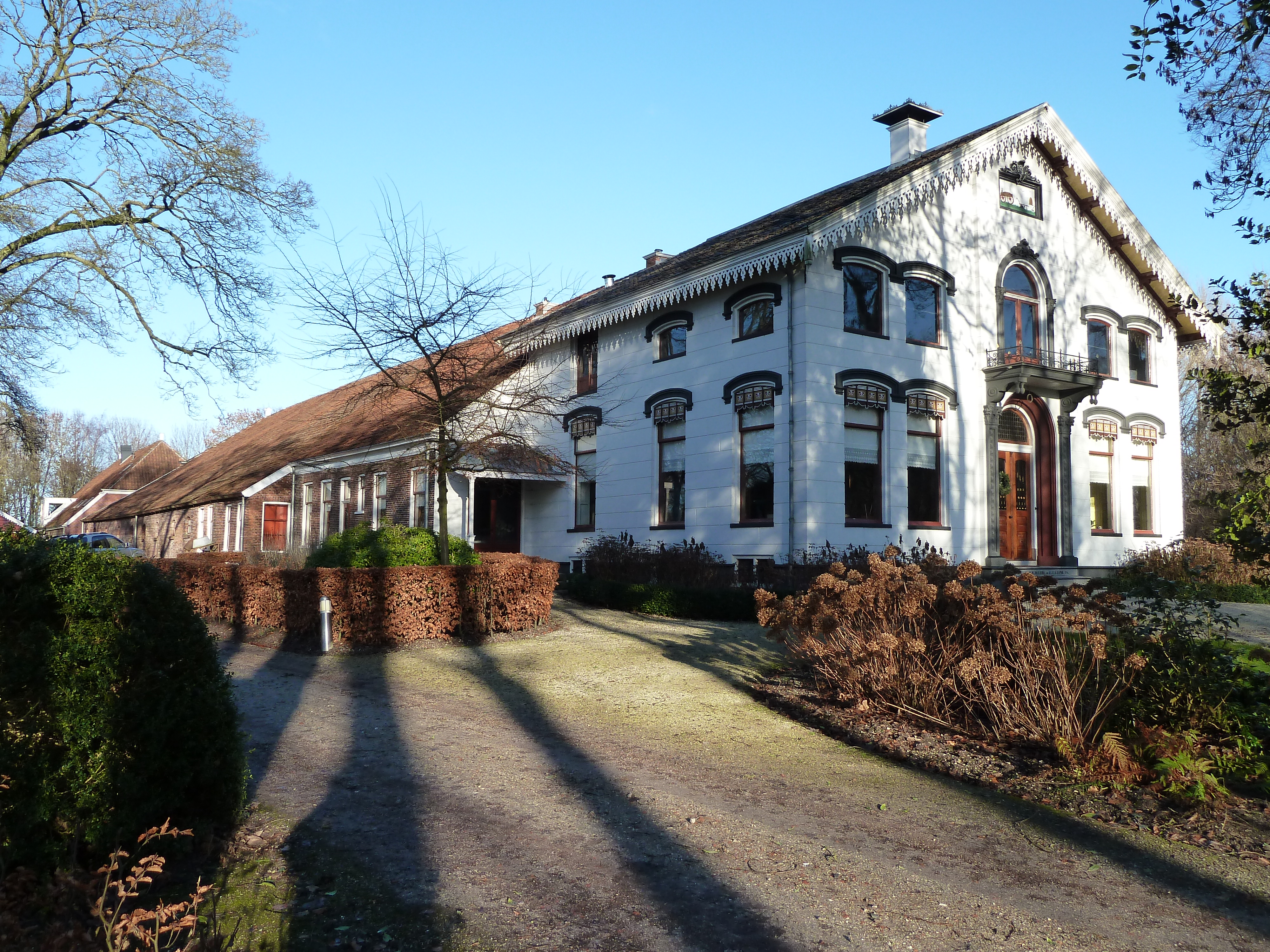
Huize Hermans Dijkstra Midwolda

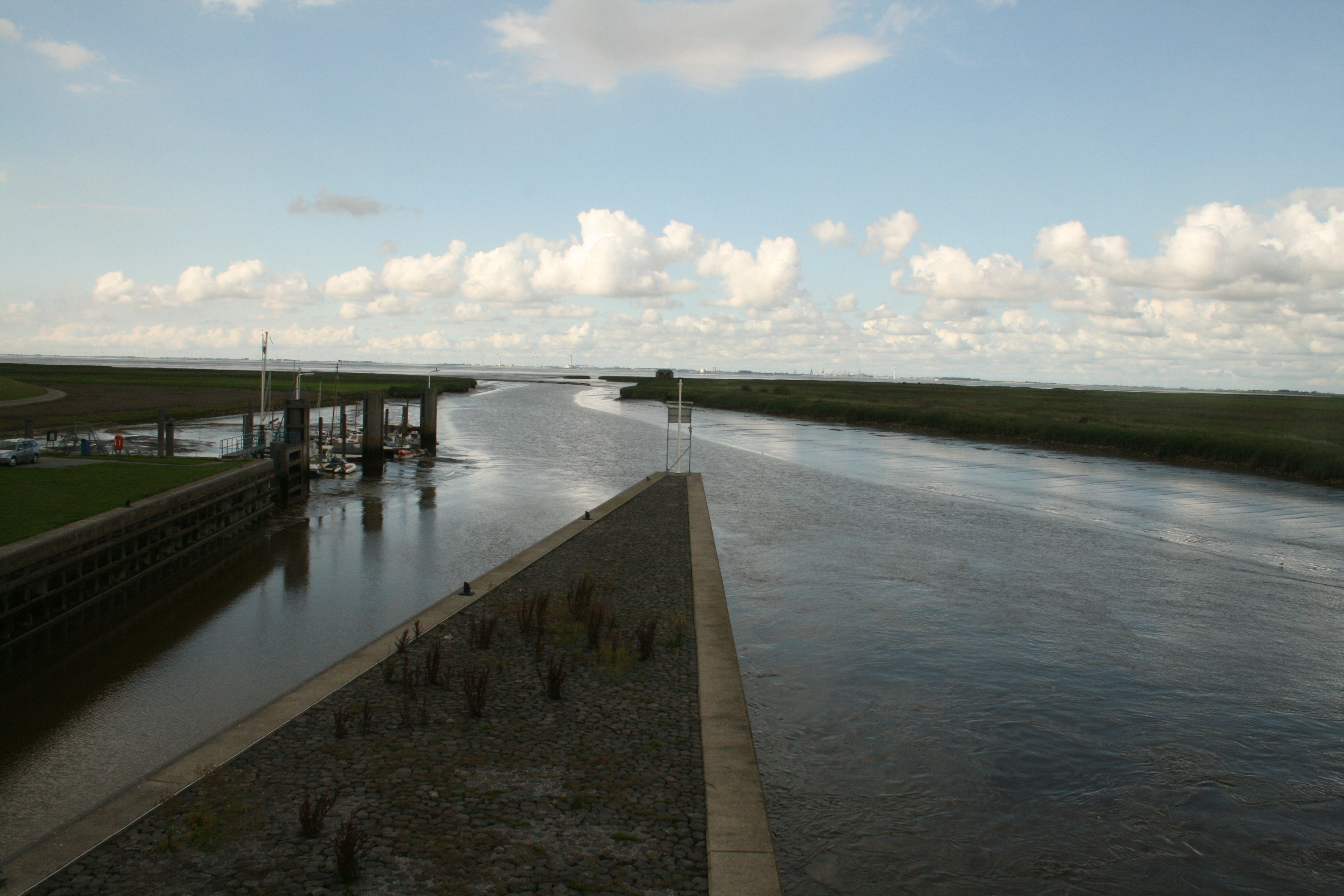
Dollard bij Nieuwe Statenzijl

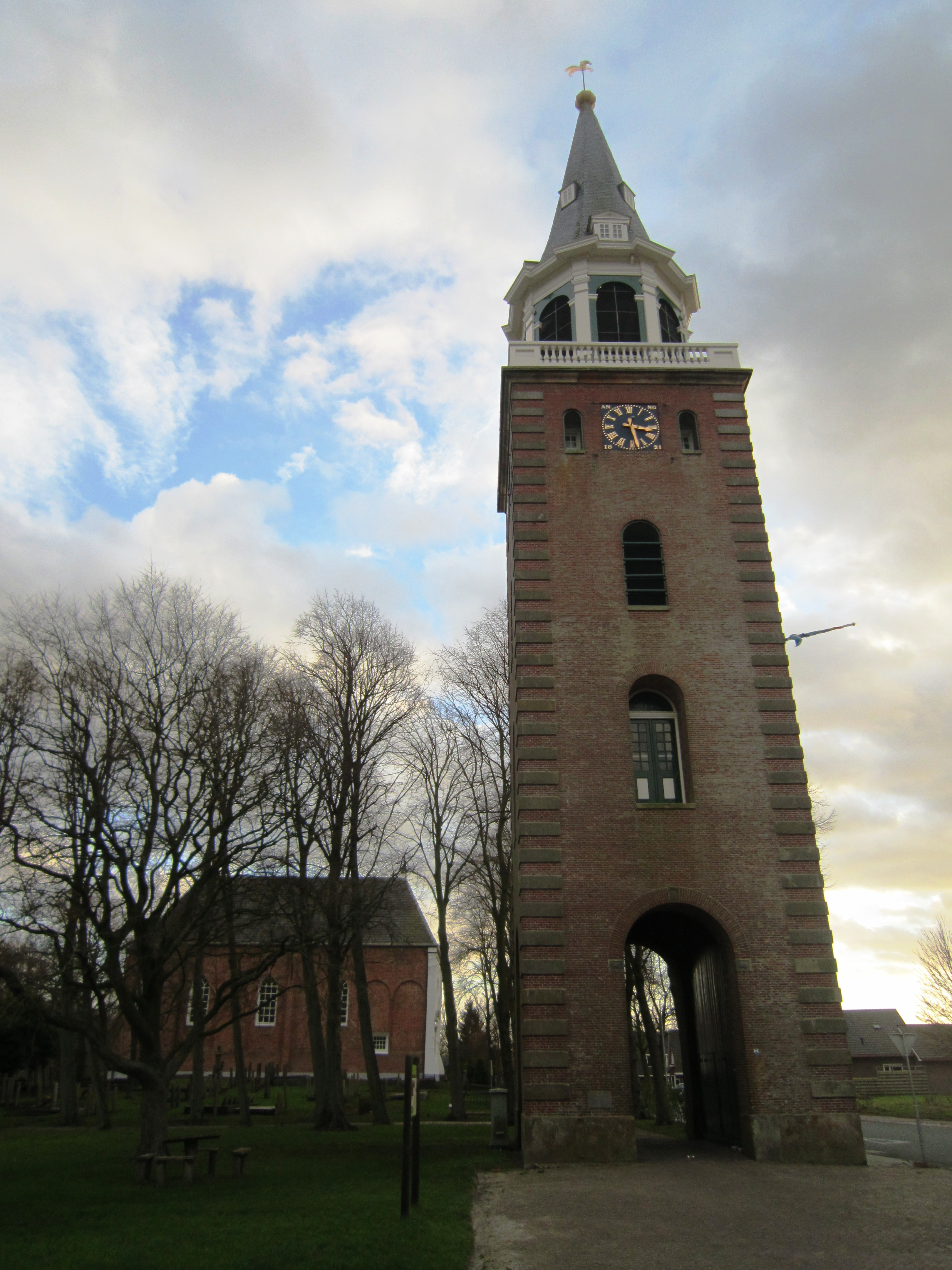
kerktoren Finsterwolde

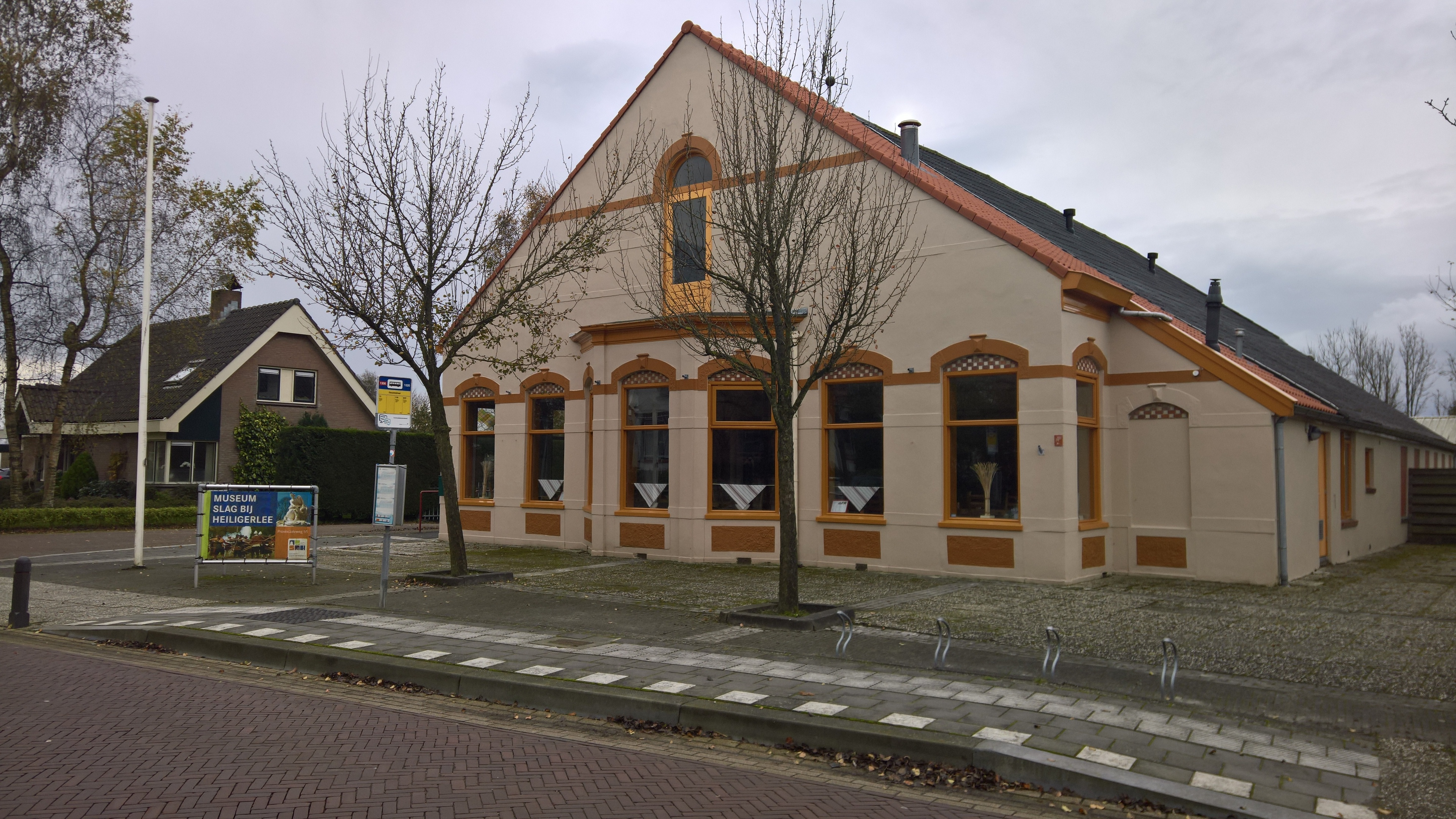
Museum Slag bij Heiligerlee

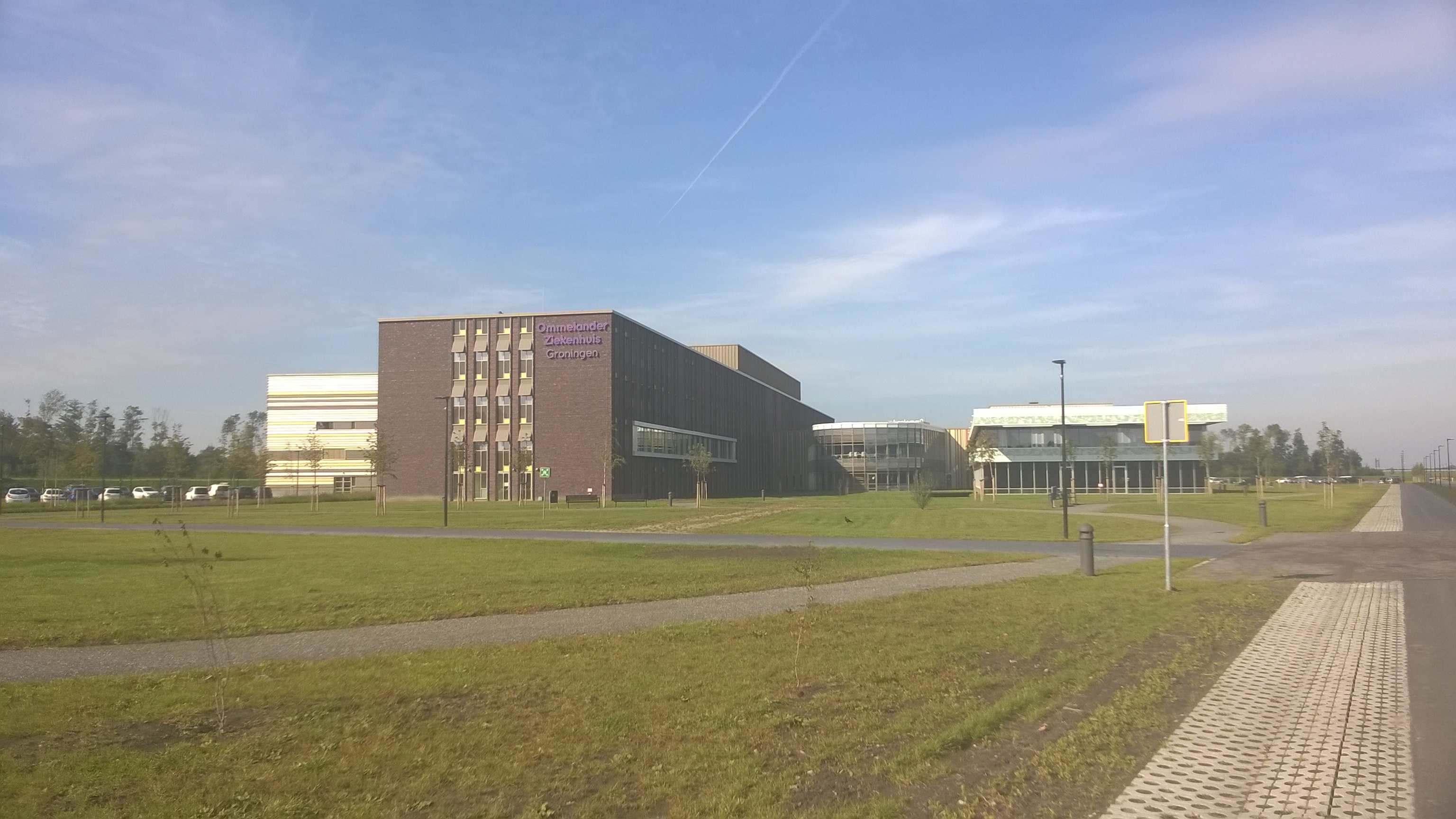
Ziekenhuis in Scheemda

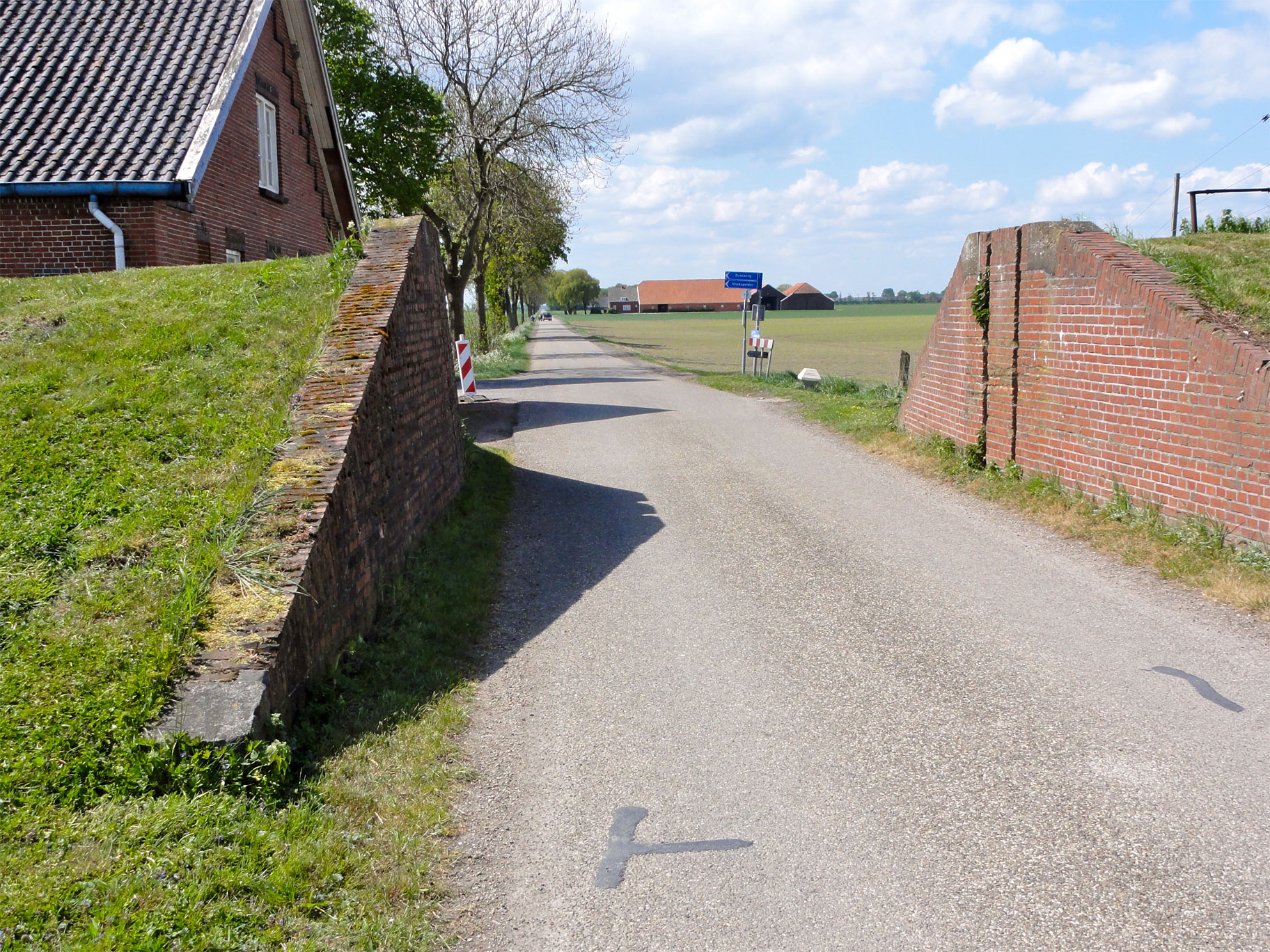
Dijkcoupure Reiderwolderpolder

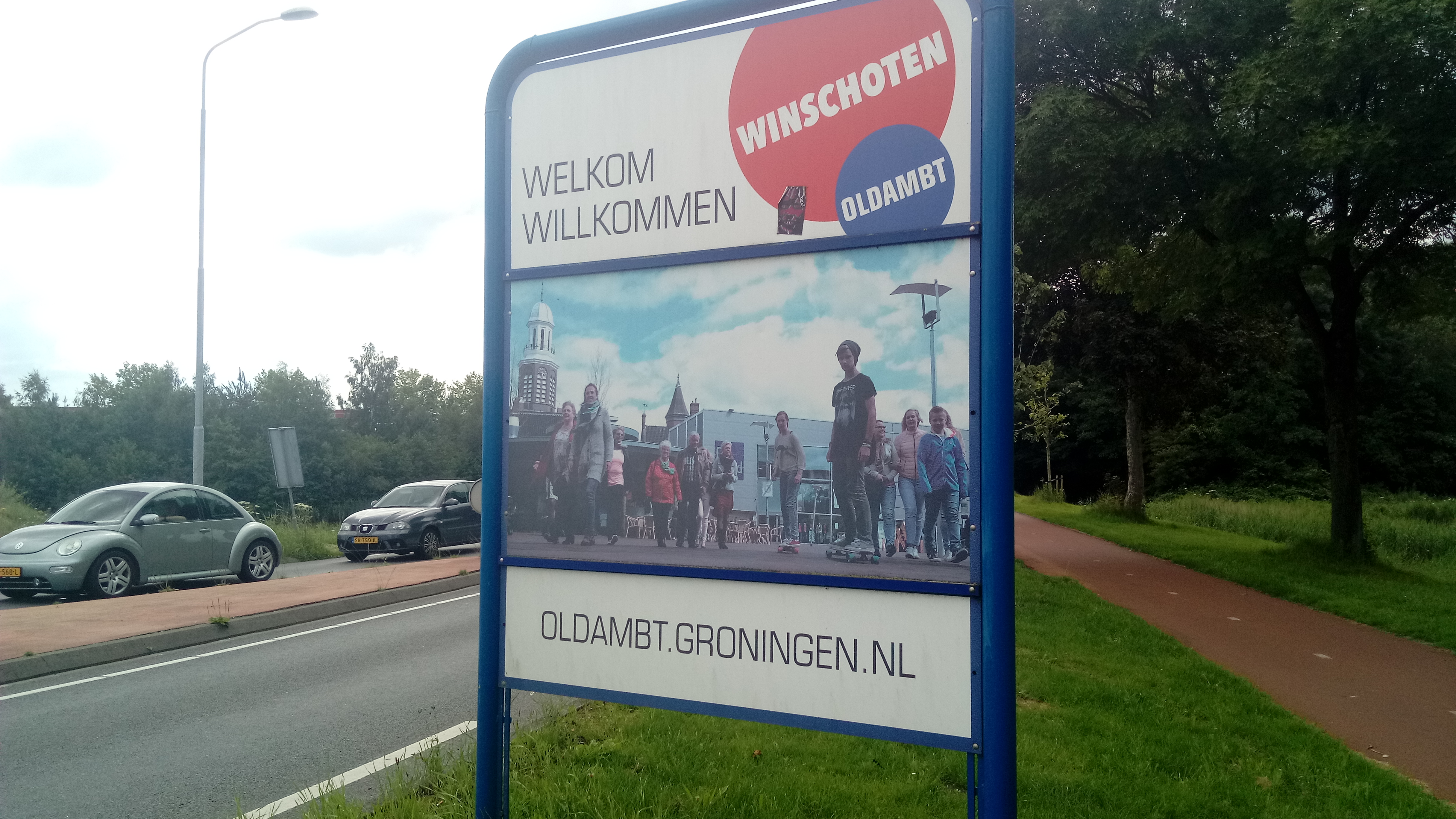
Entree Winschoten (Beersterweg)

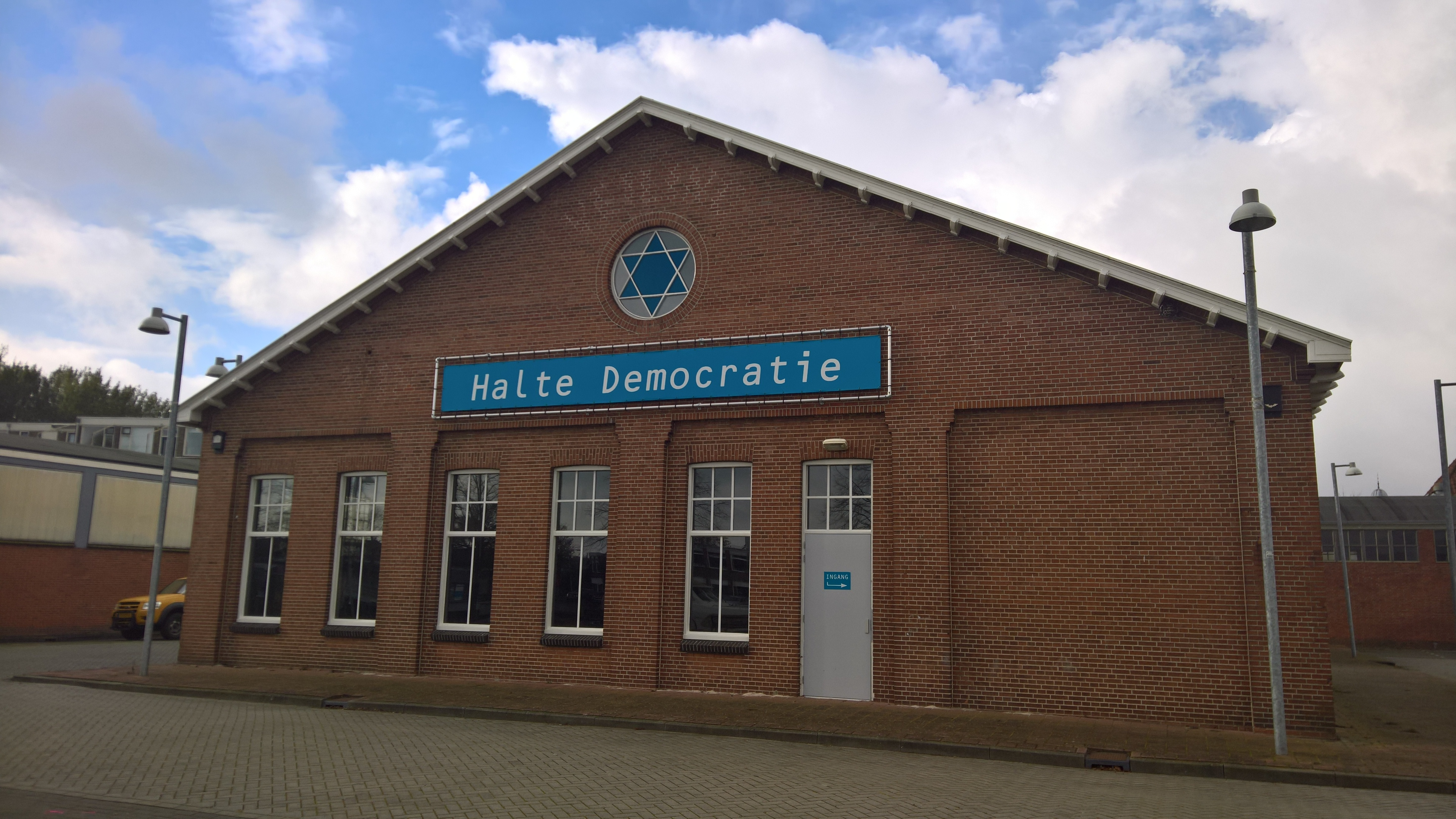
Halte Democratie, Raadszaal gemeente Oldambt aan de Tramhaven in Winschoten

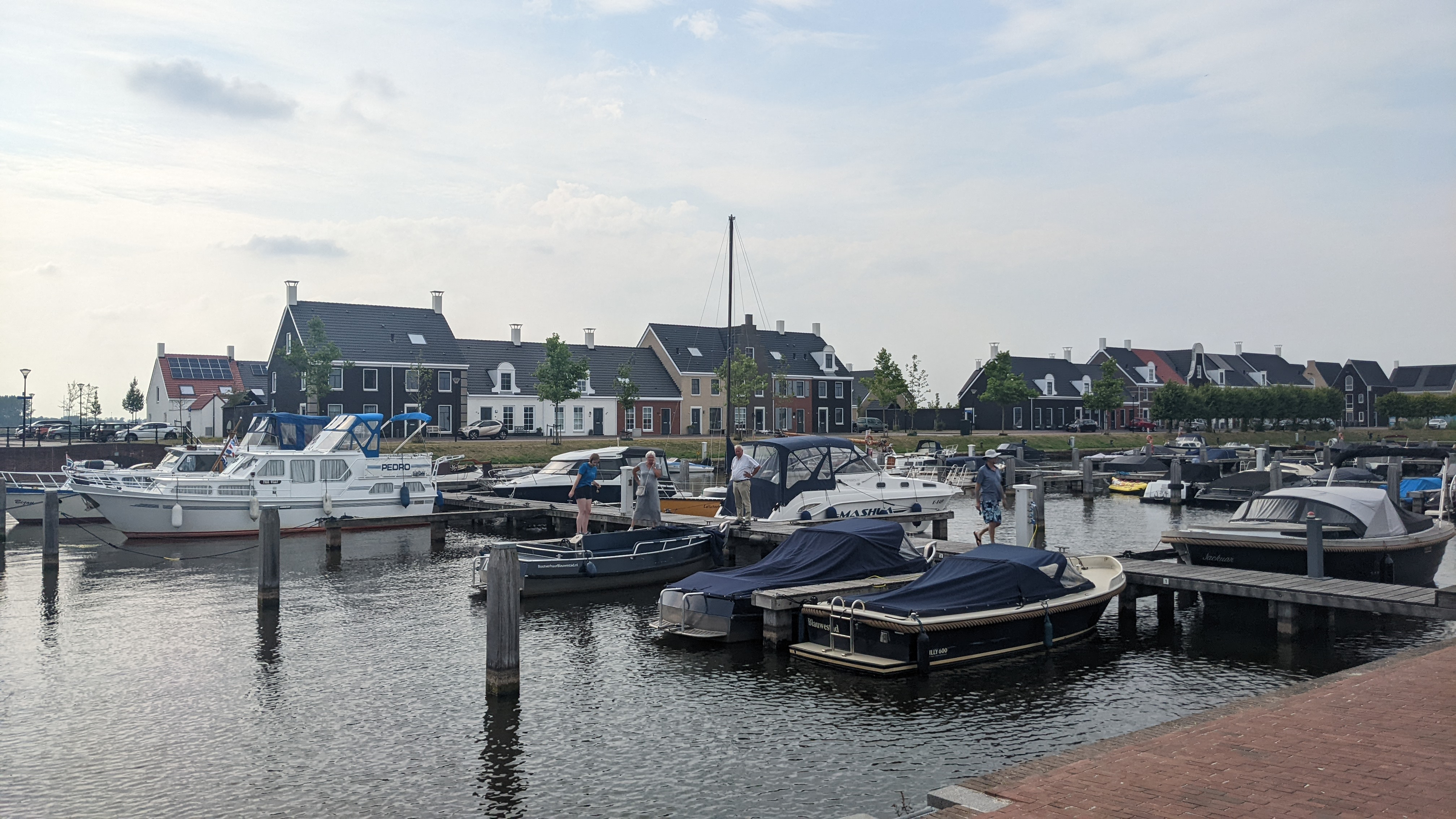
Haven en woningen in Blauwestad

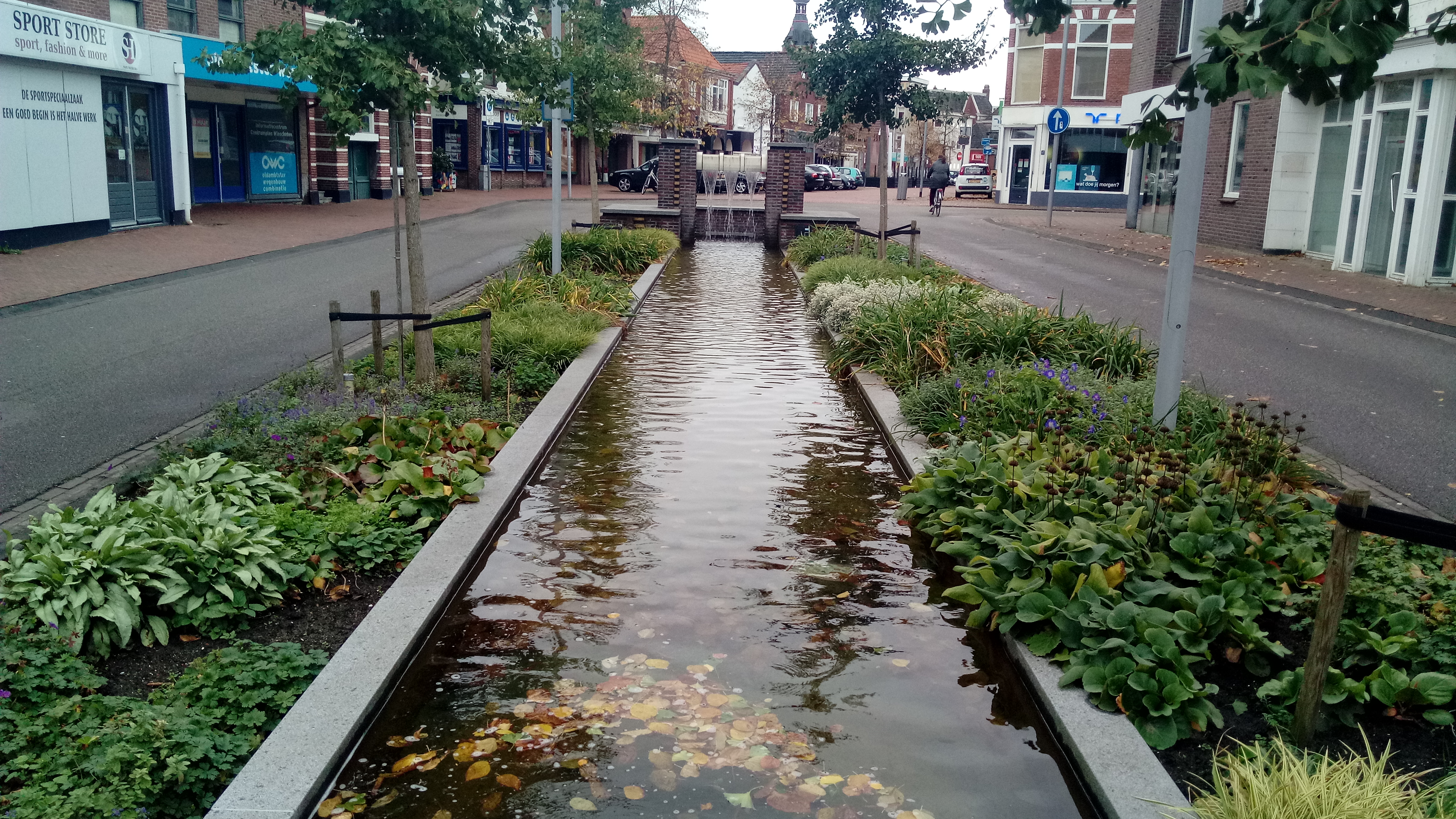
Herinrichting Venne, water terug in de stad Winschoten

Oldambt is een gemeente in de Nederlandse provincie Groningen (streek Oost-Groningen), die op 1 januari 2010 is ontstaan uit de samenvoeging van de gemeenten Scheemda, Winschoten en Reiderland. De hoofdplaats van de gemeente is de stad Winschoten.
De gemeente had op 22 november 2024 in totaal 39.405 inwoners (bron: CBS). Oldambt is qua inwonertal de zesde gemeente van de provincie Groningen (na Groningen, Westerkwartier, Midden-Groningen, Het Hogeland en Eemsdelta).

## Algemene kenschets
De gemeente Oldambt wordt gekenmerkt door het stedelijke gebied Winschoten-Heiligerlee-Scheemda met ongeveer 25.000 inwoners langs de autosnelweg A7, het Winschoterdiep, de spoorlijn Groningen - Leer, de dorpenring rondom het Blauwestad-project (met circa 650 woningen in 2022) en de weidse leegte van de polders nabij de kust van de Dollard, ook wel bekend als de Graanrepubliek. Verder heeft de gemeente een grensovergang richting Duitsland nabij Bad Nieuweschans, het oostelijkste punt van Nederland.
De inwoners hebben de beschikking over een ziekenhuis: Ommelander Ziekenhuis Groningen in Scheemda, de uitgebreide winkelvoorzieningen in en rond de binnenstad van Winschoten en een zee aan ruimte, fietspaden, het Oldambtmeer van 800 hectare en het kuurcomplex Thermen Bad Nieuweschans. In de stad Winschoten is onderwijs aanwezig van basisschool, middelbaar onderwijs (tot en met gymnasium), internationaal middelbaar onderwijs en diverse MBO opleidingen.
Qua winkelaanbod kent Winschoten na de stad Groningen het grootste aanbod in de provincie, 77.000 m² winkelvloeroppervlak, ruim 40.000 m² in de binnenstad.
De gemeente Oldambt is een van de koplopers in de vergrijzing van de bevolking in Nederland, dit maakt dat de gemeente te maken heeft met een geleidelijke natuurlijke afname van de bevolking (er overlijden meer personen dan er geboren worden). Het woongebied Blauwestad, rond het Oldambtmeer draagt bij aan het aantrekken van nieuwe inwoners van buiten Oldambt en heeft de afgelopen jaren geleid tot het groeien van de totale bevolking van de gemeente. Op 1 januari 2018 werd de bodem bereikt in het aantal inwoners (38.075), op 1 januari 2021 telt de gemeente 38.292 inwoners, een groei van 83 personen over het jaar 2020. In de jaren daarna groeide het inwoneraantal verder tot 39.412 inwoners op 1 december 2023.

## Geschiedenis
In januari 2008 besloten de drie gemeenten onder druk van de provincie Groningen tot de gemeentelijke fusie, mede omdat tussen Scheemda en Winschoten rondom het kunstmatige Oldambtmeer het Blauwestad-project werd aangelegd. Met name de communistische partijen, de NCPN in Reiderland en de VCP in Scheemda, hebben fel geprotesteerd tegen de fusie. In de raadsvergaderingen bleken zij de enige tegenstanders.
De gemeente ligt in de streken Reiderland en het Oldambt, waaraan de gemeentenaam ontleend is. Door middel van een enquête konden de inwoners een naam kiezen, waarbij Winschoten en Reiderland de andere twee opties waren. Op 20 november 2008 kwam Oldambt hierbij als winnende naam uit de bus. Oldambt wordt uitgesproken als: Ol-Dambt.

## Economie
De gemeente Oldambt heeft in 2019 ruim 16.000 arbeidsplaatsen en is daarmee de vierde economie in de provincie. Bijzonder is dat in de sectoren zorg en overige dienstverlening Oldambt na de gemeente Groningen de meeste banen heeft. Belangrijke sectoren in de gemeente zijn industrie, handel en landbouw. 
De belangrijkste bedrijventerreinen in de gemeente zijn te vinden in Scheemda (Eextahaven), Winschoten (De Rensel, Reiderland en Hoogebrug) en Bad Nieuweschans (Het Bolwerk).

### Ontwikkeling aantal banen
- 2015 - 14.996
- 2016 - 14.528
- 2017 - 14.818
- 2018 - 15.053
- 2019 - 16.002
- 2020 - 15.680
- 2021 - 15.840
- 2022 - 16.254

Bron: www.destaatvangroningen.nl
Belangrijkste werkgevers in de gemeente zijn het Ommelander Ziekenhuis met 1200 medewerkers en Zorggroep Oosterlengte (in heel haar gebied 2000 medewerkers). Qsil Winschoten (250 medewerkers) en Pre Zero (voorheen Virol) met 150 medewerkers zijn grotere commerciële werkgevers.
In 2020 vestigden zich twee belangrijke bedrijven in Winschoten; PerkinElmer, producent van corona-testen en Hyzon motors, producent van elektrisch aangedreven trucks. Op 1 juli 2021 werd bekend dat Google grond heeft gekocht om een datacenter te bouwen in Winschoten.

### Bedrijventerreinen
In de gemeente Oldambt zijn de volgende bedrijventerreinen te vinden:
- Rensel (Winschoten)
- Hoogebrug (Winschoten)
- Reiderland (Winschoten)
- Eextahaven en Eextahaven Zuid (Scheemda)
- Het Bolwerk (Bad Nieuweschans)

De komende jaren zal een aantal nieuwe bedrijventerreinen in ontwikkeling komen:
- Scheemderhoogte (Scheemda)
- Winschoterzijl (Winschoten)

## Recreatie en toerisme
De gemeente Oldambt ontwikkelt zich steeds meer als recreatiegemeente, in 2019 werd het record van 100.000 overnachtingen gebroken. De gemeente is gelegen aan het Unesco werelderfgoed Waddenzee. De Dollard is daarvan onderdeel met als fraai te bezoeken attractie de zogenaamde Kiekkaaste een vogelkijkhut midden in de kwelder van de Dollard.
Belangrijke trekpleisters zijn het wellnesscentrum Thermen Bad Nieuweschans met 200.000 gasten per jaar (spa, sauna's en hotel) en het 800 hectare grote Oldambtmeer waar steeds meer watersport plaatsvindt. Rond het meer zijn meerdere jachthavens en er is een vaarroute naar zowel Termunten als Winschoten. De binnenstad van Winschoten vormt ook een belangrijke trekker, er is een groot aanbod aan winkels en horeca en er zijn jaarlijks veel evenementen die ook veel Duitse consumenten aantrekt. Ook het Rosarium in Winschoten aan de rand van het stadspark trekt veel bezoekers. In het park zijn verder een beleefroute en een kinderboerderij te vinden naast vele kilometers voet- en wandelpaden. Bijzonderheid is de Pieter Smitbrug; de langste houten fiets-voetbrug in Europa die Winschoten met Blauwestad en het strand aan het Oldambtmeer verbindt.
In Heiligerlee is de beleefroute in het park De Hoogte en het museum rondom de herdenking van de Slag bij Heiligerlee in trek bij toeristen. In het dorp ligt ook het museum Klokkengieterij. 
De voormalige strokartonfabriek De Toekomst in Scheemda is een festivallocatie in wording met als belangrijkste festival Grasnapolsky. Andere festivals in de gemeente zijn het festival Hongerige Wolf, straattheaterfestival Waterbei in Winschoten en het promsconcent Pura Vida. In Midwolda is het landgoed rondom de Ennemaborg en de gerestaureerde Oldambtster boerderij Hermans Dijkstra een trekpleister. In Midwolda is ook het noordstrand van het Oldambtmeer te vinden.
In de gemeente zijn diverse hotels, pensions en B&B's te vinden voor overnachtingsmogelijkheden. Ten zuiden van Winschoten liggen in de gemeente Westerwolde recreatieparken waaronder Wedderbergen in Wedde en Park Emslandermeer in Vlagtwedde. Hier ligt ook een van de belangrijkste trekkers van de provincie Groningen: vesting Bourtange.
Door de gemeente lopen belangrijke langeafstandsroutes voor wandelen en fietsen zoals de internationale Dollardroute en de kustroute langs het Unesco Werelderfgoed waddenzee.
De gemeente Oldambt is oprichter van de regionale marketingorganisatie ZO Groningen, een voortzetting van de Stichting Marketing Oldambt.

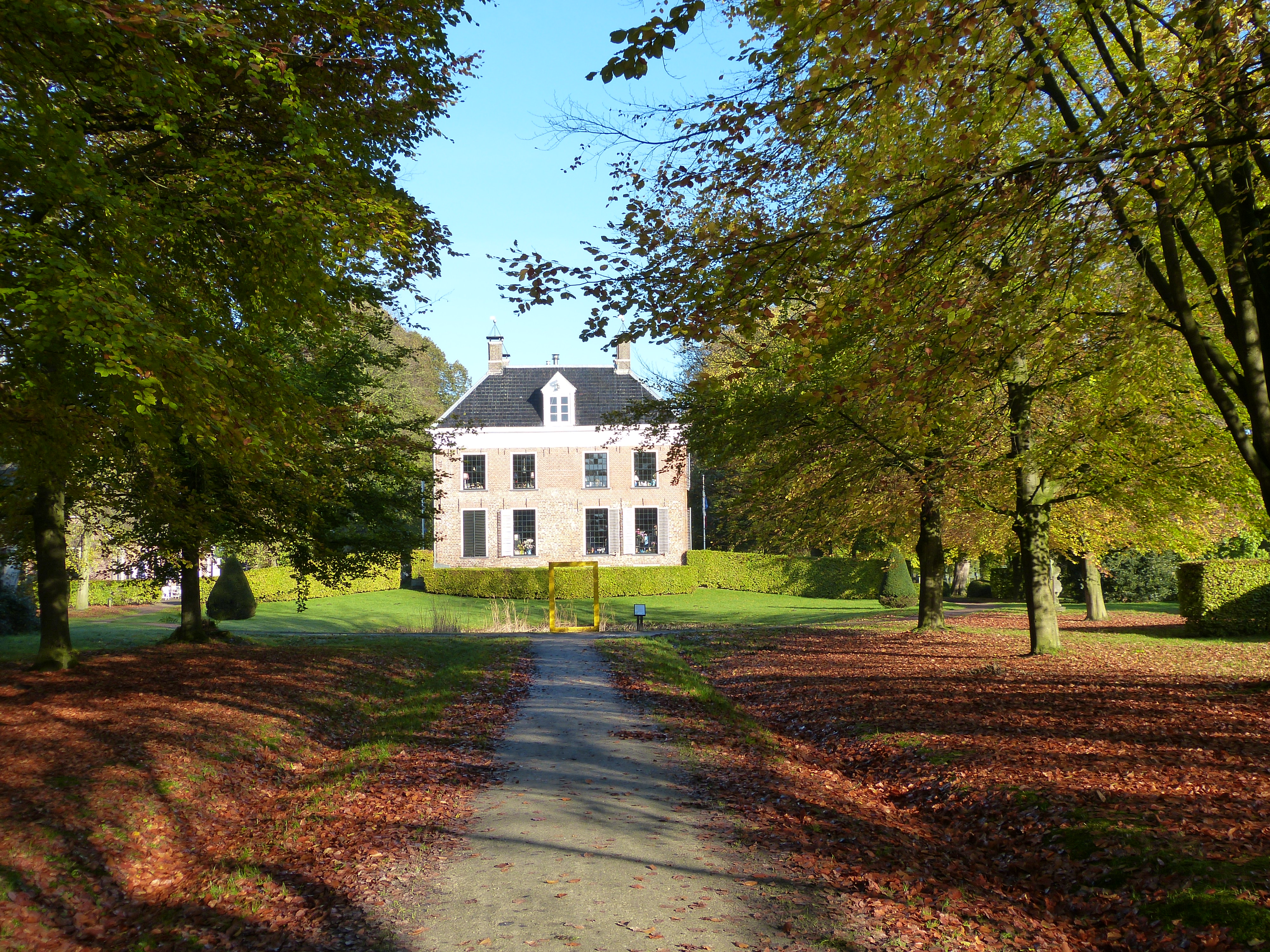
Borg Ennema in Midwolda
Oude locomotievenloods, nu Graanrepubliek in Bad Nieuweschans
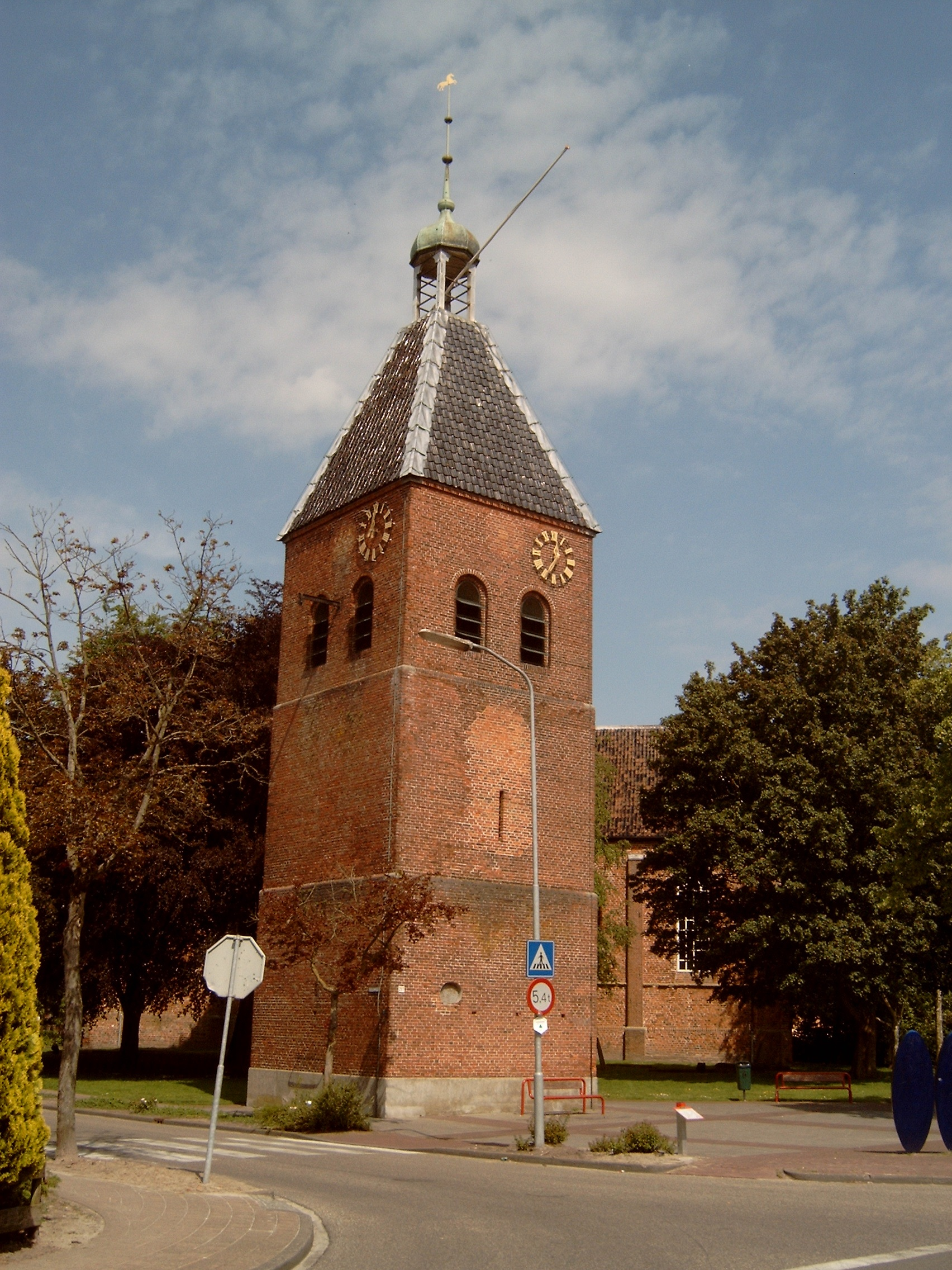
Kerk en toren in Beerta
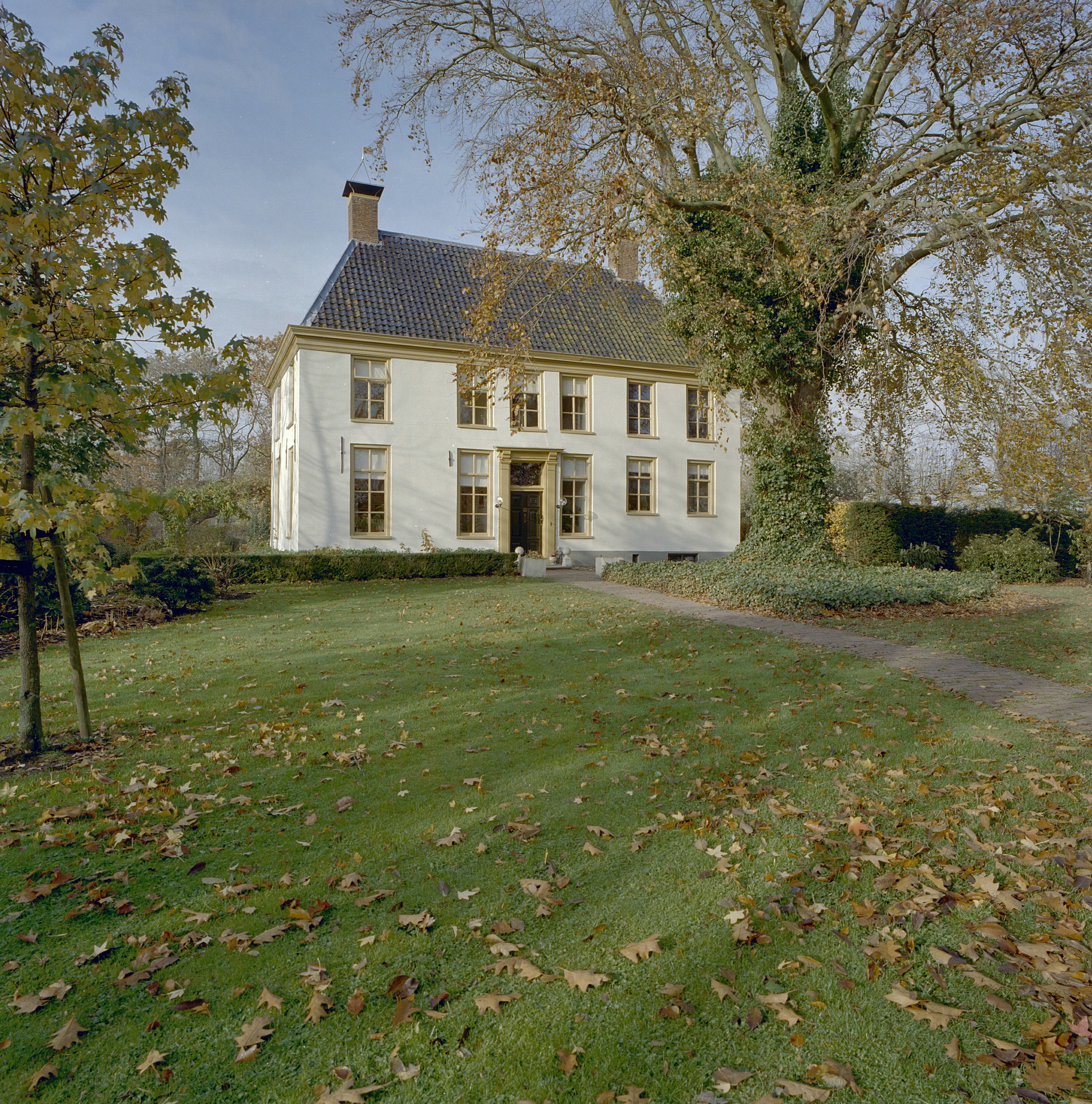
De Weem van Scheemda
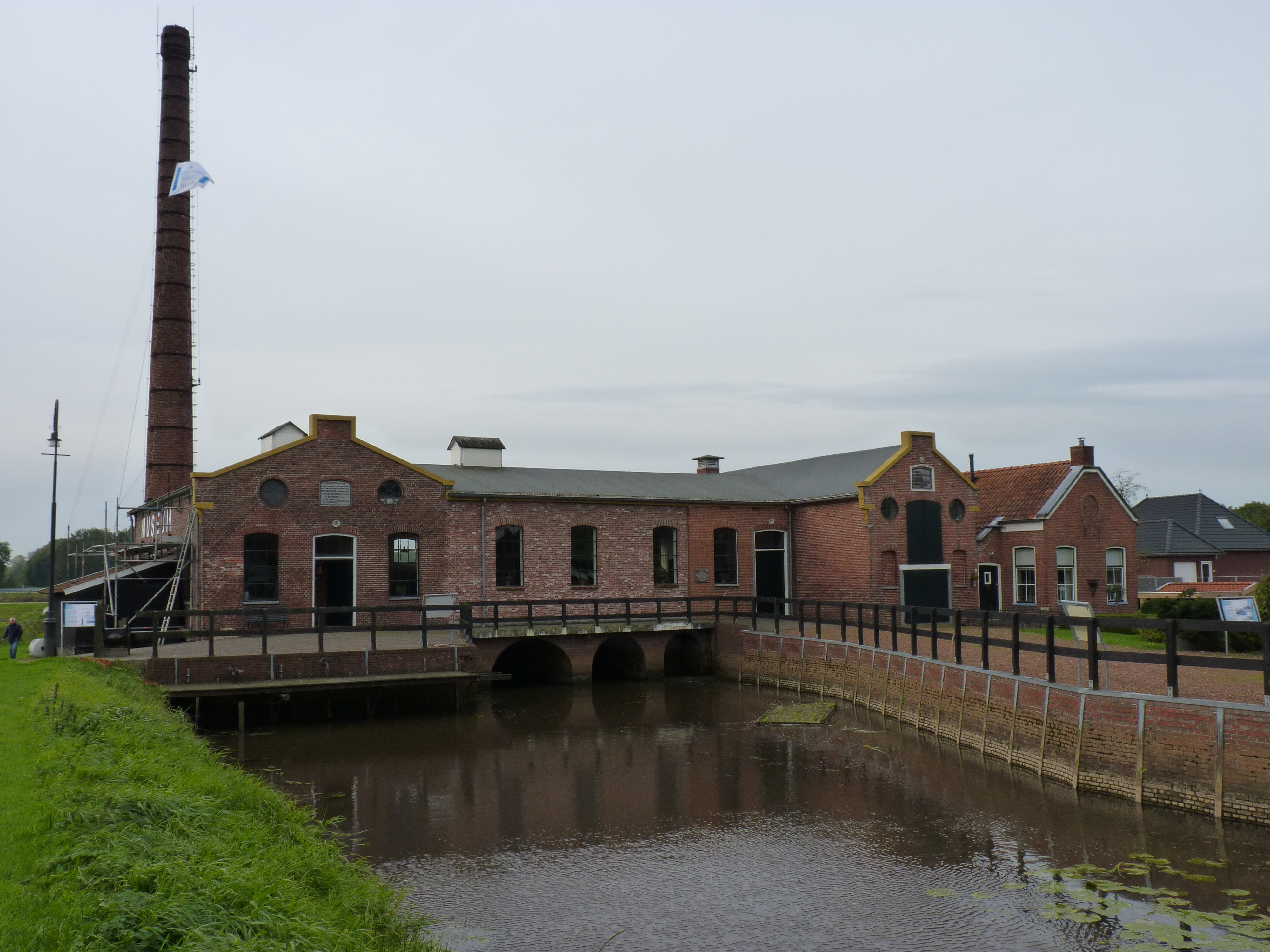
Museum Stoomgemaal aan het Oostereinde (Winschoten)
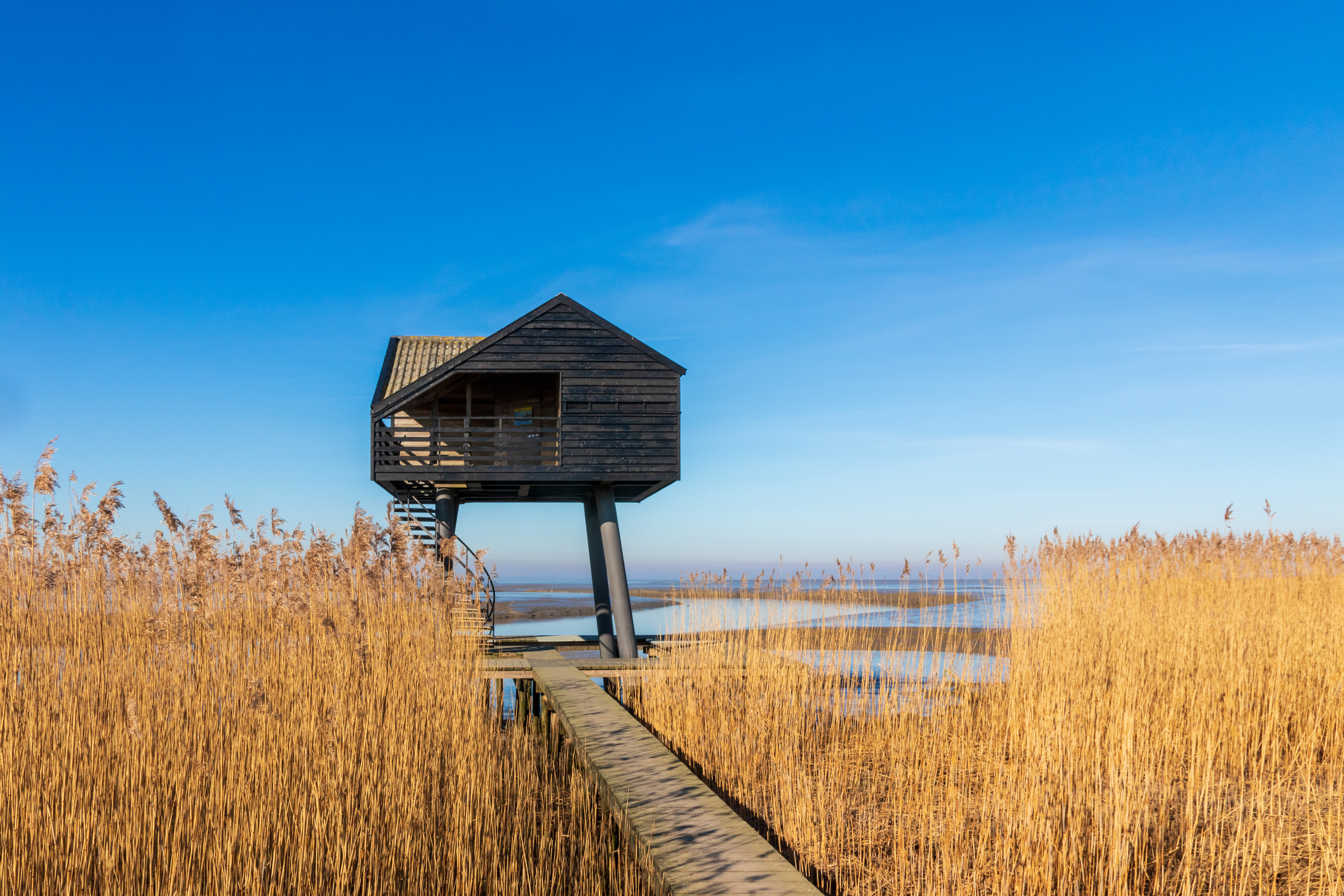
Buitendijkse vogelkijkhut Kiekkaaste in de Dollard bij Nieuwe Statenzijl

## Infrastructuur en verbindingen
De gemeente Oldambt is over de weg verbonden middels de autosnelweg A7, en diverse provinciale wegen richting Delfzijl, Ter Apel en de Pekela's. De gemeente beheert zelf een groot wegennet tussen de 15 kernen.
Via spoor is de lijn tussen Groningen en Bremen voor reizigersvervoer en goederenvervoer belangrijk. De spoorlijn wordt in het kader van het project Wunderline aangepast zodat er sneller gereden kan worden. In de gemeente zijn drie stations; Station Winschoten, Station Scheemda en Station Bad Nieuweschans. Tussen Station Groningen, Station Groningen Europapark, Scheemda en Winschoten rijdt een sneltreinverbinding in de ochtend- en avondspits.
In zowel Winschoten als Scheemda is nabij het treinstation een busstation. Bussen van vervoerder Qbuzz verbinden deze kernen met alle omliggende dorpen en steden.
Voor de binnenvaart en recreatievaart is het Winschoterdiep de belangrijkste vaarverbinding. Het kanaal heeft vaarklasse IV voor de binnenvaart. In Scheemda is de Eextahaven gelegen, in Winschoten vormen de Rensel met de Tramhaven en de Industriehaven de belangrijkste havens. In de gemeente liggen verder vaarverbindingen naar de Dollard (Westerwoldse Aa) met een haven in Bad Nieuweschans en zijn er vaarverbindingen tussen Winschoten en het Oldambtmeer en verder naar Termunten en de kust bij de Eems.
Binnen 30 autominuten is Groningen Airport Eelde gelegen, Flughafen Bremen ligt op 130 kilometer afstand van Oldambt. Oldambt kent zelf Vliegveld Oostwold; De Havens van Delfzijl en Eemshaven zijn op korte afstand gelegen. Evenals de containeroverslagcentra in Veendam en Hoogezand.

## Cultuur

### Monumenten
In de gemeente is er een aantal rijksmonumenten, gemeentelijke monumenten, en oorlogsmonumenten, zie:
- Lijst van rijksmonumenten in Oldambt
- Lijst van gemeentelijke monumenten in Oldambt
- Lijst van oorlogsmonumenten in Oldambt

### Theater
- Cultuurhuis De Klinker Winschoten
- Filmhuis Winschoten
- Jazz Harbour Club Winschoten

### Musea
- Museum Slag bij Heiligerlee
- Klokkengieterijmuseum Heiligerlee
- Museum Stoomgemaal Winschoten
- Vestingmuseum Bad Nieuweschans
- Kinderwagenmuseum Nieuwolda
- Museumgemaal De Hoogte Nieuwolda
- Museumboerderij Hermans Dijkstra Midwolda

### Kunst in de openbare ruimte
In de gemeente zijn diverse beelden, sculpturen en objecten geplaatst in de openbare ruimte, zie:
- Lijst van beelden in Oldambt

### Media
- Kranten

In de gemeente verschijnt wekelijks het Streekblad, een huis-aan-huisblad dat wordt uitgegeven door Mediahuis Noord. Het bedrijf is ook uitgever van het Dagblad van het Noorden, het heeft een regionale redactie dat kantoor houdt aan De Venne in Winschoten. Een voorloper van het dagblad was de Winschoter Courant dat later opging in het Groninger Dagblad.
- Radio en Televisie

In 1988 werd Radio Winschoten opgericht, in 2004 werd de samenwerking aangegaan met Radio Reiderland. Uit die samenwerking kwam ook een tv-tak voort en werd de samenwerking RTV Blauwestad gedoopt. In 2010 zijn de vroegere Omroep Scheemda en RTV Blauwestad opgegaan in de lokale publieke omroep RTV Logo, dat staat voor Lokale Omroep Gemeente Oldambt. Vanaf 2016 zendt de stichting Logo uit onder de naam RTV GO! op zowel radio als tv (inclusief kabelkrant).
Sinds 1966 kent de stad Winschoten verder het Winschoter Stadsjournaal; een groep actieve filmers, die het wel en wee in en om de stad Winschoten vastleggen met inmiddels ruim 2000 items en ruim 250 filmproducties. Tussen 2004 en 2010 zond het commerciële radiostation 'Radio Oldambt' uit in de regio vanuit Winschoten.

## Kernen
De gemeente Oldambt bestaat uit vijftien woonkernen, namelijk de stad Winschoten en omliggende dorpen. Scheemda is met circa 5000 inwoners de tweede kern in de gemeente na Winschoten.
| Woonplaats (BAG) | Inwoners 2023 |
| ---------------- | ------------- |
| Bad Nieuweschans | 1.285         |
| Beerta           | 2.195         |
| Blauwestad       | 1.290         |
| Drieborg         | 460           |
| Finsterwolde     | 2.405         |
| Heiligerlee      | 1.465         |
| Midwolda         | 2.055         |
| Nieuw-Beerta     | 110           |
| Nieuw-Scheemda   | 345           |
| Nieuwolda        | 1.320         |
| Oostwold         | 1.420         |
| Oudezijl         | onbekend      |
| Scheemda         | 5.085         |
| Westerlee        | 1.520         |
| Winschoten       | 17.985        |

## Bevolking
Het gebied dat de huidige gemeente Oldambt vormt, heeft tot 1980 een bevolkingsgroei gekend tot ruim 42.000 inwoners. Vanaf 1980 is er sprake van afname van de bevolking, in 2018 was er voor het eerst weer sprake van een groei met 46 inwoners dankzij de bouw van Blauwestad. Ook in 2019 (+80), 2020 (+64) en 2021 (+244) heeft de hernieuwde bevolkingsgroei doorgezet. Per 1 januari 2022 had de gemeente 38.521 inwoners, per 1 januari 2023 zijn er 39.033 inwoners (+512). Hiermee is het bevolkingsaantal van februari van het jaar 2012 geëvenaard.
Het gebied van de voormalige gemeente Reiderland bereikte haar piek al in het jaar 1919, de dorpen hadden toen samen 9.196 inwoners. Voor het voormalige Scheemda en Winschoten lag de piek zoals vermeld rond 1980.

### Ontwikkeling bevolkingsaantal
| Bevolkingsontwikkeling gemeente tussen 1899 en 2023                                 |
| ----------------------------------------------------------------------------------- |
|                                                                                     |
| Bron: Volkstellingen en CBS, 1909-1990 optelling Reiderland, Scheemda en Winschoten |

- 1899 - 31.240 inwoners***
- 1919 - 35.049 inwoners***
- 1930 - 35.780 inwoners***
- 1947 - 38.812 inwoners***
- 1956 - 38.262 inwoners***
- 1960 - 39.160 inwoners***
- 1974 - 40.048 inwoners**
- 1980 - 42.025 inwoners**
- 1985 - 41.476 inwoners**
- 1990 - 39.951 inwoners**
- 1995 - 39.773 inwoners**
- 2000 - 39.848 inwoners**
- 2005 - 39.601 inwoners**
- 2010 - 39.486 inwoners
- 2015 - 38.420 inwoners
- 2018 - 38.075 inwoners
- 2019 - 38.129 inwoners
- 2020 - 38.213 inwoners
- 2021 - 38.292 inwoners
- 2022 - 38.521 inwoners
- 2023 - 39.033 inwoners

sterretjes: totaal van de inwonertallen van de voormalige gemeenten Winschoten, Scheemda en Reiderland (bron: CBS statline en volkstellingen.nl)

### Bevolkingssamenstelling
De gemeente Oldambt kent op 1 januari 2022 een bevolkingssamenstelling die als volgt is:
- Nederlanders - 33.993 personen (88,3%)
- Westerse migratie-achtergrond - 2.828 personen (7,3%)
- Niet-westerse migratie-achtergrond - 1.700 personen (4,4%)

Het totaal aantal personen met een migratie-achtergrond ligt op 11,7 procent. Oldambt zit hiermee onder het landelijk gemiddelde (in 2022 kende 25,2% van de Nederlandse bevolking een migratie-achtergrond).

## Politiek

### Gemeenteraad
Op 18 november 2009 zijn vervroegde verkiezingen gehouden voor de gemeenteraad van de nieuw gevormde gemeente, die 25 zetels telt. Elf partijen namen deel. Met 42,27 % was de opkomst ook voor deze regio bijzonder laag.
| Partij  | Partij                            | 2009   | 2009  | 2009   | 2014   | 2014  | 2014   | 2018   | 2018  | 2018   | 2022   | 2022  | 2022   |
| Partij  | Partij                            | aantal | %     | zetels | aantal | %     | zetels | aantal | %     | zetels | aantal | %     | zetels |
| ------- | --------------------------------- | ------ | ----- | ------ | ------ | ----- | ------ | ------ | ----- | ------ | ------ | ----- | ------ |
|         | PvdA                              | 3.155  | 23,5% | 7      | 2.320  | 13,4% | 4      | 2.269  | 14,5% | 4      | 2.144  | 14,7% | 4      |
|         | Gemeentebelangen Oldambt          | -      | -     | -      | -      | -     | -      | 1.615  | 10,3% | 3      | 1.969  | 13,5% | 4      |
|         | PvhN                              | 453    | 3,4%  | 1      | 1700   | 9,8%  | 3      | 1.505  | 9,7%  | 3      | 1.532  | 10,5% | 3      |
|         | VCP                               | 1.138  | 8,5%  | 2      | 2.757  | 16,0% | 4      | 1.843  | 11,8% | 3      | 1.429  | 9,8%  | 3      |
|         | VVD                               | 1.605  | 12,0% | 3      | 1.576  | 9,1%  | 2      | 1.997  | 12,8% | 3      | 1.415  | 9,7%  | 2      |
|         | SP                                | 1.350  | 10,1% | 3      | 3.213  | 18,6% | 5      | 2.008  | 12,9% | 4      | 1.342  | 9,2%  | 2      |
|         | CDA                               | 2.142  | 16,0% | 4      | 1.966  | 11,4% | 3      | 1.280  | 8,2%  | 2      | 992    | 6,8%  | 2      |
|         | PVV                               | -      | -     | -      | -      | -     | -      | -      | -     | -      | 860    | 5,9%  | 1      |
|         | D66                               | 1.060  | 7,9%  | 2      | 1.372  | 7,9%  | 2      | 972    | 6,3%  | 1      | 817    | 5,6%  | 1      |
|         | ChristenUnie                      | 676    | 5,0%  | 1      | 910    | 5,3%  | 1      | 967    | 6,2%  | 1      | 729    | 5,0%  | 1      |
|         | GroenLinks                        | 1.134  | 8,5%  | 2      | 486    | 2,8%  | 0      | -      | -     | -      | 627    | 4,3%  | 1      |
|         | Oldambt Aktief                    | 395    | 2,9%  | 0      | 905    | 5,2%  | 1      | 658    | 4,2%  | 1      | 496    | 3,4%  | 1      |
|         | BVNL                              | -      | -     | -      | -      | -     | -      | -      | -     | -      | 160    | 1,1%  | 0      |
|         | Groep HOP                         |        |       |        | 73     | 0,4%  | 0      | -      | 0,4%  | 0      |        |       | 0      |
|         | Nieuwe Communistische Partij-NCPN | 310    | 2,3%  | 0      |        |       |        | -      | -     | -      | -      | -     | -      |
| Opkomst | Opkomst                           | 13.418 | 42,3% | 25     | 17.278 |       | 25     | 15.923 | 50,2% | 25     | 14.591 | 46,0% | 25     |

Raadsgriffier:
Jelte van der Meer

### College van B&W
De coalitie bestaat in de periode 2022-2026 uit PvdA, Gemeentebelangen Oldambt, Partij voor het Noorden en VVD. Zie hieronder het college van burgemeester en wethouders voor de periode 2022-2026.
| Naam              | Functie      | Partij                   | Portefeuille |
| ----------------- | ------------ | ------------------------ | --- |
| Cora-Yfke Sikkema | Burgemeester | GroenLinks               | - Openbare Orde en Veiligheid - Schade-afhandeling en ondergrond - Opvang vluchtelingen in crisissituaties - Handhaving - Juridische Zaken - Personeel en organisatie (Nijambt) - Communicatie - Bestuurlijke samenwerking - Gebiedsgericht Werken - Coördinatie Internationalisering - Coördinatie NPG - Coördinatie Regiodeal |
| Gert Engelkens    | Wethouder    | PvdA                     | - Bouwen en Wonen - Ruimtelijke Ordening - Omgevingsvisie en Omgevingswet - Versterking - Leefbaarheid - Ontwikkeling Blauwestad - WMO - Welzijn en Zorg - Armoedebeleid en Schuldhulpverlening - LHBTI -en Diversiteitsbeleid - 1e loco - Gebiedswethouder voor - Nieuwolda - Nieuw-Scheemda/'t Waar - Scheemda |
| Ger Klein         | Wethouder    | Gemeentebelangen Oldambt | - Financiën en belastingen - Lokale democratie en participatie - Monumentenbeleid en karakteristieke panden - Cultureel Erfgoed - Verkeer en Publiek Vervoer - Dierenwelzijn - Arbeidsmarktbeleid - Participatiewet - Afeer - Statushouders (huisvesting en inburgering) - Zoutwinning - 2e loco - Gebiedswethouder voor - Winschoten - Heiligerlee - Westerlee                                                                              |
| Jurrie Nieboer    | Wethouder    | Partij voor het Noorden  | - Beheer, realisatie en buitendienst - Jeugdzorg - Integraal jeugdbeleid/jongeren - Afvalbeleid - Bibliotheken - Kunst, cultuur en evenementen - Onderwijs - Water - Duurzaamheid/Energie en Milieu - 3e loco - Gebiedswethouder voor - Beerta - Bad Nieuweschans - Drieborg - Ganzedijk/Hongerige Wolf - Nieuw Beerta |
| Erich Wünker      | Wethouder    | VVD                      | - Economische Zaken en Ondernemersloket - Grondexploitaties en revitalisering industrieterreinen - Vastgoed en Accommodatiebeleid - Onderwijshuisvesting en sportaccommodaties - Gezondheid(szorg) en sport - Internationalisering - Toerisme en recreatie - Digitalisering, automatisering en data-analyse - Dienstverlening - Personeel en organisatie - 4e loco - Gebiedswethouder voor - Blauwestad - Finsterwolde - Midwolda - Oostwold |

## Aangrenzende gemeenten
| Aangrenzende gemeenten | Aangrenzende gemeenten | Aangrenzende gemeenten | Aangrenzende gemeenten | Aangrenzende gemeenten |
| ---------------------- | ---------------------- | ---------------------- | ---------------------- | ---------------------- |
| Eemsdelta              |                        |                        |                        |                        |
|                        |                        |                        |                        | Landkreis Leer (D)     |
| Midden-Groningen       | Bunde                  |                        |                        |                        |
|                        |                        |                        |                        |                        |
| Pekela                 |                        | Westerwolde            |                        |                        |

## Geboren in Oldambt
- Wiebbe Hayes (Winschoten, 1608) Koloniaal soldaat
- Hendrikus Octavius Wichers (Winschoten, 1831) minister van oorlog
- Aeilko Zijlker (Nieuw Beerta, 1840) grondlegger van Shell
- Marcus Slingenberg (Beerta, 1881) minister van sociale zaken
- Jan Terpstra (Scheemda, 1888) minister van onderwijs
- Dirk Stikker (Winschoten, 1897) minister van buitenlandse zaken
- Jaap Meijer (Winschoten, 1912) dichter (Saul van Messel) en vader van Ischa Meijer
- Max Dendermonde (Winschoten, 1919) Nederlands schrijver
- Klaas Nuninga (Winschoten, 1940) Nederlands profvoetballer
- Koos van Dijk (Winschoten, 1945) manager van Herman Brood
- Wim Zomer (Finsterwolde, 1945) Nederlands acteur
- Wietse Veenstra (Scheemda, 1946) Nederlands profvoetballer
- Henk Kok (Midwolda, 1946) Sportverslaggever NOS en RTV Noord
- Arie Haan (Finsterwolde, 1948) Nederlands profvoetballer en trainer
- Gijs Wanders (Winschoten, 1950) Nederlands journalist en voormalig NOS journaal presentator
- Jurrie Koolhof (Beerta, 1960) Nederlands profvoetballer en trainer
- Marcel Hensema (Winschoten, 1970) Nederlands acteur en regisseur
- Dick Lukkien (Winschoten, 1972) Nederlands profvoetballer en trainer
- Rob Wijnberg (Winschoten, 1985) Nederlands journalist en hoofdredacteur
- Hans Hateboer (Beerta, 1994) Nederlands profvoetballer

## Trivia
- In de gemeente Oldambt ligt het oostelijkste punt van Nederland, de grensovergang bij Bad Nieuweschans.

## Externe bronnen
- Anton Tiktak, Wiede leegte mit daipte, 2009 (videofilm, verspreid onder de inwoners als bijlage bij het boek Moi!)